# Haplothrips articulosus
Haplothrips articulosus är en insektsart som beskrevs av Bagnall 1926. Haplothrips articulosus ingår i släktet Haplothrips och familjen rörtripsar. Inga underarter finns listade i Catalogue of Life.